# Saint-Loup-sur-Aujon
Saint-Loup-sur-Aujon là một xã thuộc tỉnh Haute-Marne trong vùng Grand Est đông bắc nước Pháp. Xã này nằm ở khu vực có độ cao trung bình mét trên mực nước biển.
Sông Aujon chảy theo hướng taybawcs qua thị trấn.